# Argyrophora arcuaria
Argyrophora arcuaria är en fjärilsart som beskrevs av Achille Guenée 1858. Argyrophora arcuaria ingår i släktet Argyrophora och familjen mätare. Inga underarter finns listade i Catalogue of Life.